# Proctacanthus arno
Proctacanthus arno là một loài ruồi trong họ Asilidae. Proctacanthus arno được Townsend miêu tả năm 1895. Loài này phân bố ở vùng Tân nhiệt đới và Tân Bắc giới.